# Sléttaeyri
Sléttaeyri är en udde i republiken Island.   Den ligger i regionen Västfjordarna, i den nordvästra delen av landet, 240 km norr om huvudstaden Reykjavík.
Terrängen inåt land är kuperad. Havet är nära Sléttaeyri söderut.  Trakten runt Sléttaeyri är nära nog obefolkad, med mindre än två invånare per kvadratkilometer. Närmaste större samhälle är Bolungarvík, 19,8 km sydväst om Sléttaeyri. 